# Ascogaster novoguineensis
Ascogaster novoguineensis är en stekelart som beskrevs av Szepligeti 1905. Ascogaster novoguineensis ingår i släktet Ascogaster och familjen bracksteklar. Inga underarter finns listade.